# Ash Ketchum
Ash Ketchum (jap. サトシ Satoshi) – fikcyjna postać wykreowana przez Satoshiego Tajiriego, główny bohater anime Pokémon.

## Historia
Ash Ketchum to trener z Kanto, główna postać anime Pokémon, którego celem jest zostać Mistrzem Pokémon. Pochodzi z Alabastii, gdzie mieszkał z mamą Delią do 10. roku życia. Po skończeniu 10 lat został trenerem Pokémonów, jednak spóźnił się na wybór Pokémona – startera; Profesor Oak wówczas podarował mu jedynego Pokémona, jaki mu pozostał – elektrycznego Pikachu, który okazał się uparty i nieposłuszny. Ostatecznie zostali przyjaciółmi. W podróży chłopakowi towarzyszy grupa przyjaciół, w tym Misty i Brock, a także inne Pokémony.

## Aktorzy
W oryginalnej wersji językowej pod Asha głos podkłada japońska aktorka i piosenkarka Rica Matsumoto. W polskiej wersji Ash mówi głosami aktorów Hanny Kinder-Kiss i Grzegorza Drojewskiego.